# Гран-при По

Трасса Гран-при По

Гран-при По (фр. Grand Prix de Pau) — автомобильная гонка, проводящаяся с 1901 года на проходящих рядом с городом автомобильных дорогах, а с 1933 года на кольцевой гоночной трассе, проложенной по улицам города По в департаменте Пиренеи Атлантические, Франция. В настоящее время является этапом европейского первенства «Формулы-3» и мирового чемпионата WTCC по автогонкам серийных автомобилей класса «Туринг».

## История
Первые автогонки в По проводились ещё в 1901 году на проходящих рядом с городом автомобильных дорогах, а в феврале 1933 года был проведён первый Гран-при По в классе «Формула-Либре» на трассе, проходящей по городским улицам. В последующие годы Гран-при По разыгрывался в классе как машин Гран-при, так и спортивных автомобилей, среди участников были такие известные гонщики, как Тацио Нуволари и Рене Дрейфус. Гонки в По проводились до 1939 года и были прекращены в связи со второй мировой войной. Первый послевоенный Гран-при По был проведён в 1947 году и до 1951 года рызыгрывался в классе «Формула-1». 

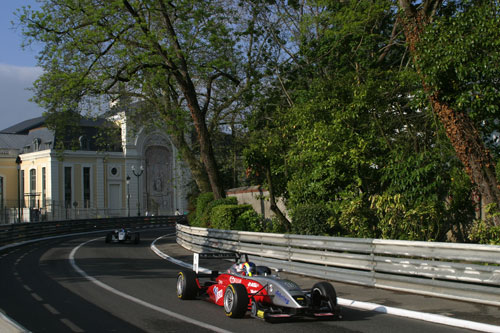
Гран-при По 2006 года

С 1951 года в По попеременно проходили гонки «Формулы-1» и «Формулы-2», а с 1964 года Гран-при По разыгрывался только в классе «Формула-2». С 1972 года гонка в По получила статус этапа чемпионата Европы по автогонкам «Формулы-2» (с 1985 года - «Формулы-3000»). После того, как в 1998 году в календарь европейского чемпионата «Формулы-3000» был включён этап в Монте-Карло, проходящий в те же сроки, что и Гран-при По, на трассе стала проводиться гонка «Формулы-3», ранее проводившаяся в Монако. С 2003 года гонка была включена в календарь Евросерии Формулы-3. С 2007 года в По также проводится этап мирового чемпионата туринговых автомобилей WTCC.